# Amy Acton
Pour les articles homonymes, voir Acton.
Amy Leigh Acton, née Stearns en 1965/1966 à Youngstown dans l'Ohio, est une femme médecin et chercheuse américaine en santé publique qui a occupé le poste de directrice du département de la santé de l'Ohio de 2019 à 2020. Elle joue un rôle de premier plan dans la réponse de l'Ohio à la pandémie de Covid-19.

## Enfance et éducation
Amy Acton est née Amy Stearns et grandit dans le nord de Youngstown, dans l'Ohio, vivant « dans 18 endroits différents sur une période de 12 ans, y compris dans une tente lorsqu'elle est sans abri »,. Dans une interview accordée en 2020 à la chaîne WKBN de Youngstown, elle raconte que des voisins lui ont donné le petit-déjeuner, à elle et à son frère, « parce qu'ils savaient que nous avions faim », mais aussi que « des gens détournaient le regard et ne voulaient pas que leurs enfants jouent avec moi parce que nous étions sales et que nous sentions mauvais ». Elle décrit dans une interview de 2019 avoir été négligée et maltraitée lorsqu'elle vivait avec sa mère après le divorce de ses parents. En 7e année, elle vivait avec son père dans un environnement plus stable, et au lycée Liberty, elle est membre de la National Honor Society,.
Elle fréquente l'université d'État de Youngstown et obtient un diplôme de médecine de l'université médicale du nord-est de l'Ohio en 1990, en travaillant pour payer ses études. Elle effectue sa résidence en pédiatrie et en médecine préventive. Elle obtient une maîtrise en santé publique de l'université d'État de l'Ohio. Elle effectue ses résidences à l'Albert Einstein College of Medicine et au Nationwide Children's Hospital.

## Carrière
Amy Acton enseigne à l'université d'État de l'Ohio en tant que professeure associée de santé publique. Elle travaille à la Fondation Columbus en tant que responsable des subventions. Elle est directrice du projet LOVE (Love Our kids, Vaccinate Early).
En 2008, alors qu'elle est connue sous le nom d'Amy Beech, elle sert de bénévole pour la campagne présidentielle de Barack Obama en créant un groupe de messagerie sur my.BarackObama.com appelé « Bexley, Yes We Can ! » et fait connaître les événements de la campagne en utilisant Facebook.
En février 2019, le gouverneur de l'Ohio Mike DeWine fait d'elle son dernier choix de cabinet en tant que directrice du ministère de la Santé,. Le processus de recherche est long, car DeWine était déterminé à avoir la bonne personne en charge en cas de crise. Amy Acton est alors la première femme à ce poste,,. Les deux précédents titulaires sont un avocat et un directeur du marketing ; DeWine mentionne vouloir « repenser la façon dont nous approchons ce département ».

### Pandémie de Covid-19

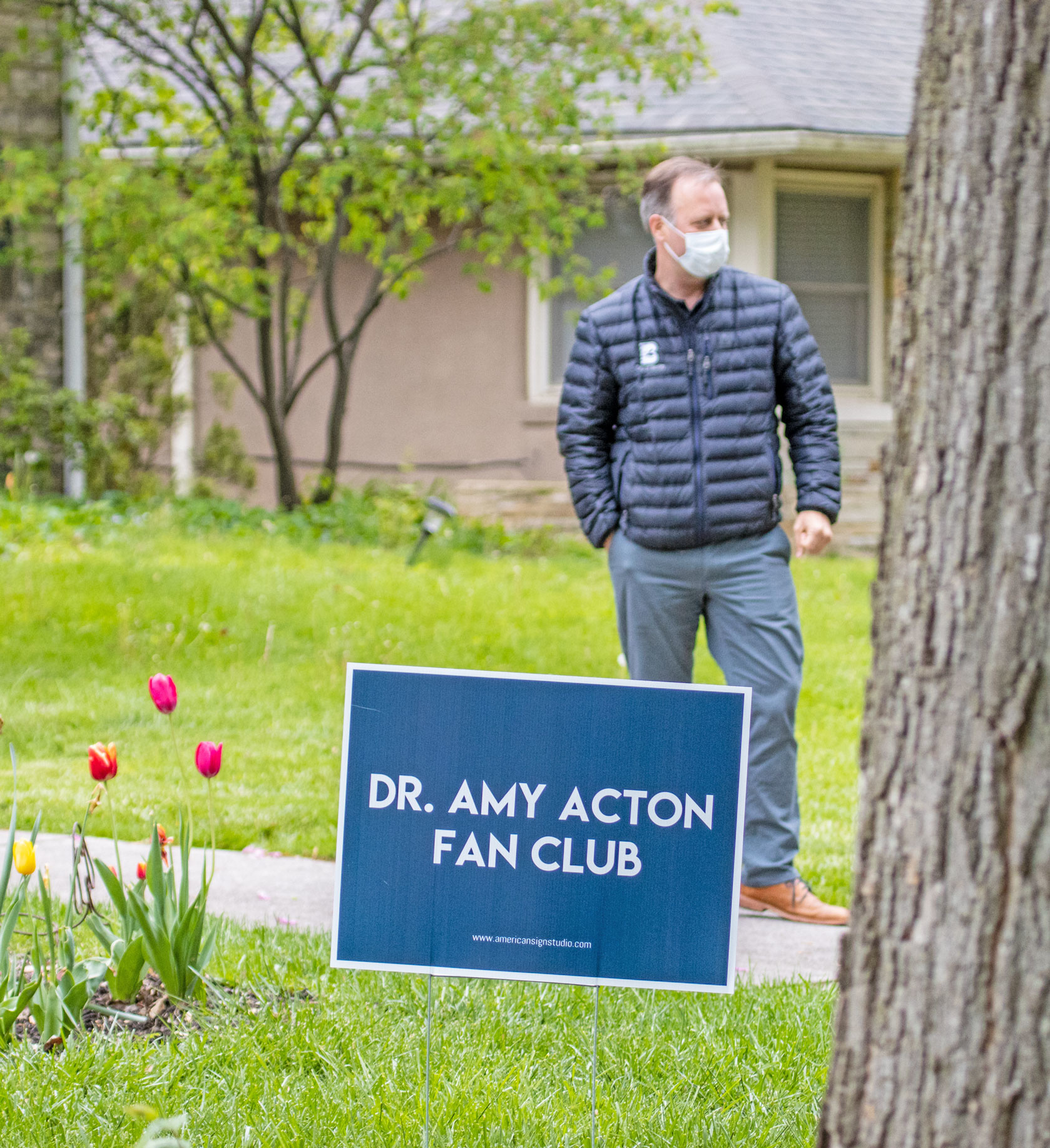
Panneau de soutien à Acton

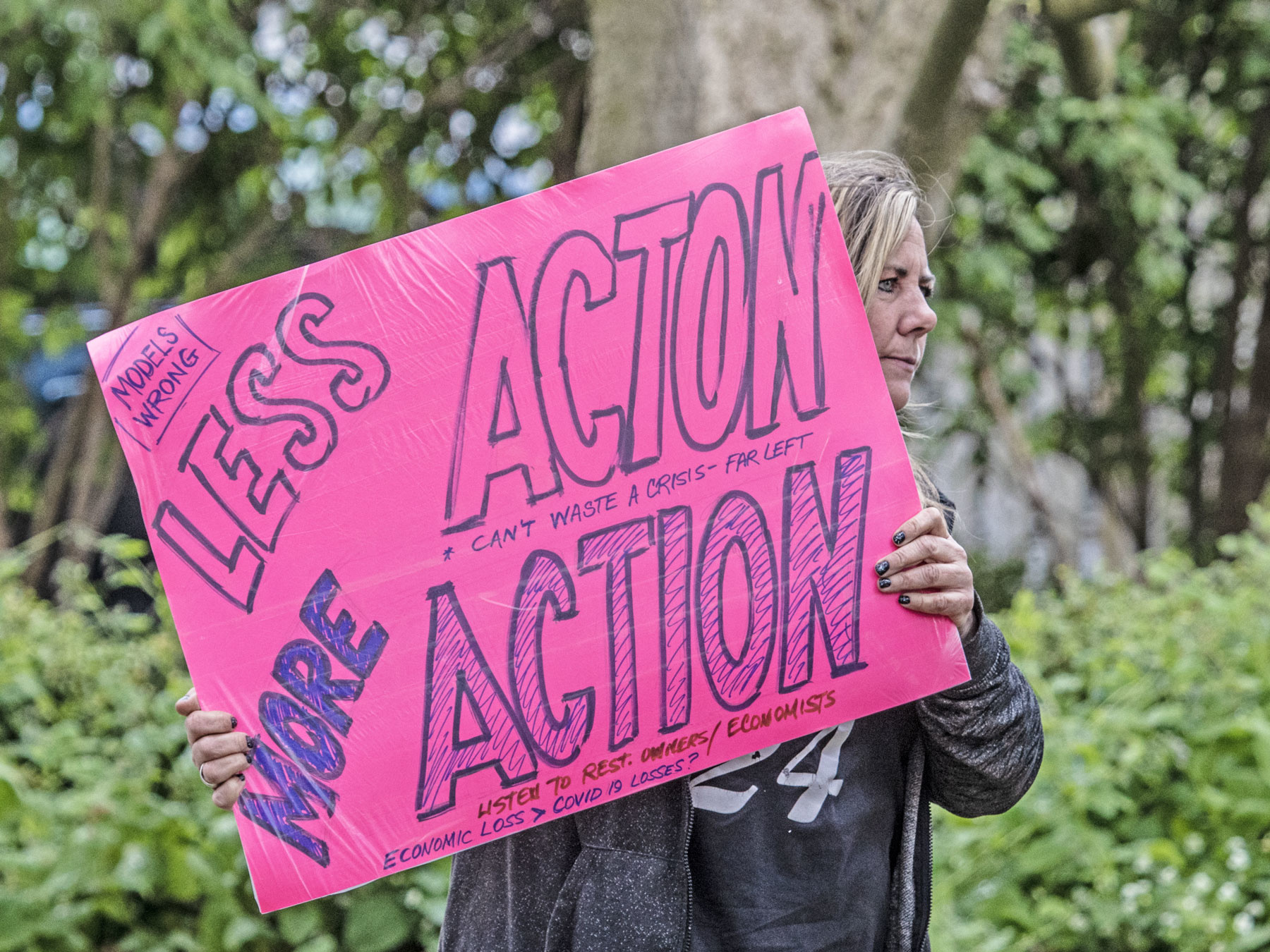
Manifestation contre le maintien à domicile devant le domicile d'Acton.

En 2020, avant et pendant la pandémie de Covid-19, Amy Acton conseille le gouverneur Mike DeWine, qui est devenu le premier gouverneur américain à fermer les écoles et à limiter les rassemblements à un maximum de 100 personnes, malgré le fait que l'Ohio, à l'époque, ne compte que trois cas confirmés. L'Ohio est également le premier État à fermer temporairement les bars et les restaurants, alors que l'Ohio comptait moins de 40 cas confirmés,,,. Acton  estime peu après que les cinq cas confirmés de l'Ohio de l'époque se traduisent probablement par 100 000 cas réels, ce qui fait la une des journaux nationaux,. À la mi-mars, elle prédit que les cas pourraient atteindre un pic entre la fin avril et la mi-mai.
Emilia Sykes, chef de file de la minorité de la Chambre des représentants de l'Ohio, l'a qualifie de « véritable MVP de la réponse de l'Ohio au coronavirus ». Le Dayton Daily News l'a qualifie de « visage de confiance de l'Ohio pendant la pandémie ».
Amy Acton est partisane du report de la primaire présidentielle démocrate de l'Ohio de 2020, qui est prévue pour le 17 mars. La veille de l'élection prévue, le gouverneur DeWine déclare qu'elle est annulée, mais un juge statue qu'il n'a pas le pouvoir de le faire. Amy Acton ordonne alors la fermeture des bureaux de vote en raison d'une urgence de santé publique. Il est ensuite décidé que l'élection se déroulerait entièrement par correspondance pour les personnes n'ayant pas participé au vote anticipé. En avril 2020, CNN l'a qualifie de « version de [l'Ohio] du franc-parler du Dr Anthony Fauci ».
Le 1er avril, le gouverneur DeWine se montre « prompt à s'en remettre au Dr Amy Acton pour des questions spécifiques sur le virus et sa propagation » lors des points de presse quotidiens, rappelant aux habitants de l'Ohio que « les décisions de l'État sont guidées par la science ».
En mai 2020, un groupe de 35 salles de sport poursuit le ministère de la Santé de l'Ohio, Amy Acton et le district sanitaire général du comté de Lake en raison de restrictions sanitaires liées au coronavirus ; le juge Eugene Lucci de la Cour des plaids communs du comté de Lake émet une injonction préliminaire empêchant l'État « d'imposer ou d'appliquer des pénalités uniquement pour non-respect de l'ordonnance du directeur » à l'encontre des salles de sport et des centres de remise en forme, « tant qu'ils opèrent en conformité avec toutes les réglementations de sécurité applicables » .L'État fait appel de la décision, mais Acton a signé une ordonnance autorisant la réouverture des salles de sport dans l'intervalle, et une cour d'appel rejette ensuite l'affaire comme étant sans objet. La réouverture de la salle de sport fait partie d'un effort annoncé par l'administration du gouverneur DeWine le 14 mai 2020, pour rouvrir divers lieux économiques avec la mise en œuvre de protocoles de sécurité, y compris la distanciation physique, lorsque cela est possible, et l'utilisation de masques faciaux. Au moment de la réouverture de la salle de sport, personne ne sait encore que les personnes atteintes du COVID-19 sont contagieuses avant même de développer des symptômes,.
À partir de mai 2020, des manifestants commencent à se présenter au domicile d'Amy Acton à Columbus et à des conférences de presse. Les critiques se concentrent sur ses politiques, mais portent également sur ses idées politiques, et, dans au moins un cas, sur le fait qu'elle est une « mondialiste », ce que la Ligue anti-diffamation de Cleveland a qualifié d'« insulte antisémite »[réf. à confirmer].
Le 20 mai 2020, le Sénat de l'Ohio vote à l'unanimité contre une proposition avancée par les républicains de la Chambre des représentants de l'État (et approuvée par la Chambre à l'issue d'un vote presque identique à celui du parti) qui pourrait limiter le pouvoir de DeWine et d'Amy Acton en restreignant les ordonnances du ministère de la Santé de l'Ohio à 14 jours et en exigeant que toute prolongation soit approuvée par un comité législatif mixte de l'État.
Après que les législateurs républicains de l'État de l'Ohio présentent des projets de loi visant à limiter ses pouvoirs d'urgence, elle commence à s'inquiéter de devoir signer une ordonnance sanitaire qui violerait son serment d'Hippocrate Le 11 juin 2020, elle démissionne de son poste et devient conseillère sanitaire en chef pour l'administration de DeWine, Lance Himes lui succéde en tant que directeur intérimaire. Au début du mois d'août 2020, elle annonce qu'elle quitte son poste de conseiller de l'administration.
Après sa démission, elle recommence à travailler pour la Columbus Foundation. Le 4 février 2021, Acton quitte son poste à la Columbus Foundation alors qu'elle envisageait de se présenter au Sénat en 2022, pour succéder à Rob Portman. Cependant, Acton choisi de ne pas se présenter en avril 2021 tout en remerciant les habitants de l'Ohio pour une « effusion de soutien ».
En 2022, Amy Acton est nommée président et directeur général de RAPID 5, une organisation à but non lucratif qui tente d'améliorer l'accès aux parcs dans le comté de Franklin, qui fait partie de la grande région de Columbus.
En 2025, Amy Acton annonce sa candidature à l'élection du gouverneur de l'Ohio prévue pour 2026. Elle se présente comme démocrate.

## Prix et distinctions
- 2021 : COVID Courage Award, Bibliothèque et musée présidentiels John F. Kennedy[39].
- 2022 : Honorée de l'Ohio, Femmes de l'année de USA TODAY[40].

## Vie personnelle
En 2010, Amy Acton épouse Éric Amy Acton, un enseignant de collège et entraîneur d'athlétisme,,. Le couple vit à Bexley et a six enfants,. Elle est juive.
Elle était auparavant mariée à Douglas Beech, avec qui elle a trois enfants.